# Ночь оденет тебе свой венец
«Ночь оденет тебе свой венец» — дебютный студийный альбом российской блэк/дарк/дэт-метал группы Артания, выпущенный в 2011 году.

## История
Альбом был записан и сведён на воронежской студии звукозаписи «lesrec L.E.S. Records» и выпущен 31 мая 2011 года на московском лейбле «Grailight Prod.». Презентация альбома состоялась 30 июля в Воронеже. Кроме того, группа подписала контракт с британским лейблом «Hunter’s Moon Records» на выпуск альбома в Европе.

## Список композиций
| №                   | Название                                 | Текст песни         | Музыка                                           | Длительность |
| ------------------- | ---------------------------------------- | ------------------- | ------------------------------------------------ | ------------ |
| 1.                  | «Алхимический сон (демоническая мантра)» | Вадим Гущин         | Вячеслав Епишов                                  | 4:48         |
| 2.                  | «Ночь оденет тебе свой венец»            | Вадим Гущин         | Дмитрий Кузьмин                                  | 3:29         |
| 3.                  | «Тайны ордена Приорат Сиона»             | Вадим Гущин         | Дмитрий Кузьмин, Вячеслав Епишов, Артем Алексеев | 5:00         |
| 4.                  | «Литургия в черных тонах»                | Вадим Гущин         | Дмитрий Кузьмин                                  | 4:12         |
| 5.                  | «Сан-Гриньол (театр смерти)»             | Вадим Гущин         | Вячеслав Епишов, Вадим Гущин                     | 3:55         |
| 6.                  | «Туманы ведьминской пустоши»             | Вадим Гущин         | Вячеслав Епишов                                  | 4:05         |
| 7.                  | «За северным ветром»                     | Вадим Гущин         | Вячеслав Епишов                                  | 5:16         |
| 8.                  | «Тринадцатый знак Нострадамуса»          | Вадим Гущин         | Вячеслав Епишов                                  | 4:11         |
| 9.                  | «Секреты Луны»                           | Вадим Гущин         | Вячеслав Епишов                                  | 3:26         |
| Общая длительность: | Общая длительность:                      | Общая длительность: | Общая длительность:                              | 38:22        |

## Участники
- Александр Птицын — электрогитара (композиции 2, 4, 6-9), акустика (композиции 7, 9)
- Алексей Попов — электрогитара (композиции 1, 2, 3, 5)
- Артем Чигирев — ударные
- Вадим Гущин — вокал
- Вячеслав Епишов — бас-гитара
- Елена Гущина — клавишные, вокал
- Юрий Головков — электрогитара (композиции 2, 4, 6-9), акустика (композиции 6)